# Perfect World
Perfect World (кит. 完美世界, рус. Идеальный мир) — китайская многопользовательская ролевая онлайн-игра, созданная компанией Beijing Perfect World. Выпущена в китайском регионе в январе 2006 года. Действия игры происходит в фэнтезийной вселенной Пань Гу.
Изначально игра распространялась по подписке (так называемая p2p схема) и только на территории Китая. В ноябре 2006 года был выпущен сиквел Perfect World 2, который был переведён в разряд игр без абонентской платы (то есть f2p) и переименован в Perfect World для аудитории из других стран. После этого популярность этой игры возросла. Фан-сайт игры, служивший активной площадкой общения для игроков на китайских серверах до появления англоязычных малайзийских серверов, уже тогда приписывал игре свыше 30 миллионов зарегистрированных игроков в Китае, Малайзии, Вьетнаме и Японии, называя игру «китайским World of Warcraft».
Русскоязычная версия игры стала доступна игрокам для открытого бета-тестирования 19 мая 2008 года. Релиз игры состоялся 31 марта 2009 года. Изначально игра была локализована компанией Astrum Nival, которая позже стала частью компании Mail.ru Group. После локализацией игры на территории России занималась компания MY.GAMES, которая на тот момент входила в состав компании VK. На данный момент русскоязычной версией игры занимается компания Astrum Entertainment.
Спин-офф — игра Dark Age, вышедшая в 2011 году.

## Игровой процесс
В Идеальном Мире существует шесть рас: сиды, люди, зооморфы, амфибии, древние и тени. При этом внутри каждой расы существует по несколько уникальных классов. На данный момент в игре доступны 17 классов.
Игрокам предстоит выполнять задания и совершенствовать своих персонажей изучая многочисленные локации и подземелья в игровом мире. Игрокам доступны перемещения по земле и воде, а также возможность безграничного полёта.
В Perfect World развитая PvP-система. Игроки могут сражаться в открытом мире, принять участие в массовых сражениях между гильдиями или продемонстрировать своё мастерство на всевозможных внутрисерверных или межсерверных PvP-ивентах. Также в Идеальном Мире нашлось место для любителей командных сражений на Арене Авроры и Императорская битва для ценителей режима «Королевская битва».
В игре существует множество способов социальных взаимодействий: игроки имеют возможность объединяться в гильдии и проходить совместные испытания в особом подземелье на её базе, создавать брачные союзы и взаимодействовать друг с другом через особые парные эмоции. Также присутствуют богатая система домостроения и парк развлечений со всевозможными аттракционами.

## Предыстория мира
Согласно легендам, бесконечное множество лет существовал лишь Хаос, а из него возник Пань Гу. Он расколол топором небо и землю и был один между ними. Когда он устал от вечной жизни, разделил себя, превратившись в богов и смертных, в солнце, луну и звёзды. Потомки воспевают его деяние. Мысль о вечной жизни для многих очень заманчива и порождает вражду и ненависть в мире.
Хотя все души и имеют общего предка, они очень отличаются по своей силе. Сильные души совместно создали небесное царство и стали там жить, поглощая энергию солнца и луны. Смертные уважают их и называют богами.